# Marele Duce Constantin Pavlovici al Rusiei
Marele Duce Constantin Pavlovici Romanov (rusă Константи́н Па́влович Рома́нов; n. 27 aprilie 1779 – d. 27 iunie 1831) a fost al doilea fiu al Țarului Pavel I al Rusiei și al împărătesei Maria Feodorovna. A fost pregătit de bunica sa, Ecaterina a II-a, să devină împărat a Imperiului Bizantin.
Deși nu a fost niciodată încoronat, uneori este considerat drept împărat al Rusiei Constantin I. Este cunoscut în special pentru abdicarea din 1825, care a condus un an mai târziu la rebeliunea decembristă. Constantin a evitat eticheta curții ruse și deseori s-a situat pe poziție adversă dorințelor fratelui său Alexandru I. Ca vicerege al Poloniei a fost un conducător nemilos.

## Primii ani
Constantin s-a născut la Țarskoe Selo la 27 aprilie 1779, ca al doilea fiu al Țareviciului Pavel Petrovici și a soției sale, Maria Feodorovna, fiica lui Friedrich al II-lea Eugen, Duce de Württemberg. Din toți copii lui Pavel, Constantin a semănat cel mai mult cu tatăl său atât fizic cât și psihic.
A fost crescut de bunica sa, împărăteasa Ecaterina a II-a. Ca și în cazul nepotului cel mare, viitorul împărat Alexandru I, țarina a organizat un program detaliat pentru educația sa fizică și mentală. Contele Nicolai Ivanovici Saltikov era tutorele lui Constantin însă acesta a transferat sarcina altcuiva intervenind numai în ocazii speciale și neexercitând nici o influență asupra caracterului pasionant, agitat și încăpățânat al băiatului. Singura persoană influentă asupra lui Constantin a fost Cesar La Harpe, tutore șef din 1783 până în mai 1795.
Ecaterina a aranjat căsătoria dintre Constantine și Juliane de Saxa-Coburg-Saalfeld. Ea avea 14 ani iar Constantin 16 când s-au căsătorit la 26 februarie 1796. Juliane a fost nefericită în mariaj și s-a separat de Constantin în 1799; s-a întors la casa ei din Germania în 1801. Încercarea din anul 1814 de a se împăca cu soțul ei a eșuat în fața refuzului lui ferm.

## Războaiele napoleniene
În timpul căsătoriei, a avut loc prima campanie a lui Constantin sub conducerea lui Suvorov. Bătălia de la Bassignano a fost pierdută din cauza lui Constantin însă la Novi s-a distins prin vitejie astfel încât împăratul Pavel i-a acordat titlul de țarevici care potrivit constituției aparținea moștenitorului tronului. Deși nu se poate dovedi că această acțiune a țarului denotă un plan de anvergură, arată însă că Pavel nu avea încredere în Marele Duce Alexandru.
După decesul tatălui său în 1801, Constantin a dus o viață dezorganizată de burlac. S-a abținut de la politică însă a rămas credincios înclinațiilor militare. Fiind la comanda gărzii imperiale în timpul campaniei din 1805, el are o paret din responsabilitate pentru înfrângerea Rusiei în bătălia de la Austerlitz.
După pacea de la Tilsit, Constantin a devenit un admirator fervent al lui Napoleon și un susținător al alianței ruso-franceze.